# Mistrovství světa ve fotbale hráčů do 20 let 2005
Mistrovství světa ve fotbale hráčů do 20 let 2005 bylo 15. ročníkem tohoto turnaje. Vítězem se stala argentinská fotbalová reprezentace do 20 let.

## Kvalifikované týmy
| Konfederace                                     | Kvalifikační turnaj                                       | Kvalifikováni                                        |
| ----------------------------------------------- | --------------------------------------------------------- | ---------------------------------------------------- |
| AFC (Asie)                                      | Mistrovství Asie ve fotbale hráčů do 19 let 2004          | Japonsko Sýrie Čína Jižní Korea                      |
| CAF (Afrika)                                    | Mistrovství Afriky ve fotbale hráčů do 20 let 2005        | Benin1 Maroko Egypt Nigérie                          |
| CONCACAF (North, Central America and Caribbean) | Mistrovství ve fotbale zemí CONCACAF hráčů do 20 let 2005 | Kanada USA Honduras Panama                           |
| CONMEBOL (Jižní Amerika)                        | Mistrovství Jižní Ameriky ve fotbale hráčů do 20 let 2005 | Brazílie Chile Kolumbie Argentina                    |
| OFC (Oceánie)                                   | Mistrovství Oceánie ve fotbale hráčů do 20 let 2005       | Austrálie                                            |
| UEFA (Evropa)                                   | Mistrovství Evropy ve fotbale hráčů do 19 let 2004        | Německo Itálie Ukrajina Turecko Španělsko Švýcarsko1 |
| Hostitel                                        | Hostitel                                                  | Nizozemsko                                           |

1 Tým, který se účastnil poprvé v historii.

## Základní skupiny
| Vysvětlivky | Vysvětlivky                                                                                    |
| ----------- | ---------------------------------------------------------------------------------------------- |
|             | První dva týmy z každé skupiny a čtyři nejlepší týmy na třetích místech postoupily do play off |

### Skupina A
| Tým        | B | Z | V | R | P | VG | IG | +/- |
| ---------- | - | - | - | - | - | -- | -- | --- |
| Nizozemsko | 9 | 3 | 3 | 0 | 0 | 6  | 1  | +5  |
| Japonsko   | 2 | 3 | 0 | 2 | 1 | 3  | 4  | −1  |
| Benin      | 2 | 3 | 0 | 2 | 1 | 2  | 3  | −1  |
| Austrálie  | 2 | 3 | 0 | 2 | 1 | 2  | 5  | −3  |

| 10. června 2005 16:00 |          |           |                                                                               |
| Benin                 | 1:1      | Austrálie | Parkstad Limburg Stadion, Kerkrade diváci: 4 500 rozhodčí: Medina (Španělsko) |
| Omotoyossi 32'        | (Report) | Ward 59'  | Parkstad Limburg Stadion, Kerkrade diváci: 4 500 rozhodčí: Medina (Španělsko) |

| 10. června 2005 20:00 |          |              |                                                                             |
| Nizozemsko            | 2:1      | Japonsko     | Parkstad Limburg Stadion, Kerkrade diváci: 19 500 rozhodčí: Ruiz (Kolumbie) |
| Afellay 7' Babel 18'  | (Report) | Hirayama 68' | Parkstad Limburg Stadion, Kerkrade diváci: 19 500 rozhodčí: Ruiz (Kolumbie) |

| 15. června 2005 17:30 |          |           |                                                                             |
| Japonsko              | 1:1      | Benin     | Parkstad Limburg Stadion, Kerkrade diváci: 12 500 rozhodčí: Larsen (Dánsko) |
| Mizuno 65'            | (Report) | Maïga 37' | Parkstad Limburg Stadion, Kerkrade diváci: 12 500 rozhodčí: Larsen (Dánsko) |

| 15. června 2005 20:30 |          |                                     |                                                                          |
| Austrálie             | 0:3      | Nizozemsko                          | Parkstad Limburg Stadion, Kerkrade diváci: 19 500 rozhodčí: Kwon (Korea) |
|                       | (Report) | Maduro 20' Emanuelson 46' Kruys 74' | Parkstad Limburg Stadion, Kerkrade diváci: 19 500 rozhodčí: Kwon (Korea) |

| 18. června 2005 16:00 |          |              |                                                                           |
| Japonsko              | 1:1      | Austrálie    | Parkstad Limburg Stadion, Kerkrade diváci: 2 000 rozhodčí: Hauge (Norsko) |
| Maeda 87'             | (Report) | Townsend 75' | Parkstad Limburg Stadion, Kerkrade diváci: 2 000 rozhodčí: Hauge (Norsko) |

| 18. června 2005 16:00 |          |       |                                                                                |
| Nizozemsko            | 1:0      | Benin | Willem II Stadion, Tilburg diváci: 13 700 rozhodčí: Al Ghamdi (Saúdská Arábie) |
| Maduro 47'            | (Report) |       | Willem II Stadion, Tilburg diváci: 13 700 rozhodčí: Al Ghamdi (Saúdská Arábie) |

### Skupina B
| Tým      | B | Z | V | R | P | VG | IG | +/- |
| -------- | - | - | - | - | - | -- | -- | --- |
| Čína     | 9 | 3 | 3 | 0 | 0 | 9  | 4  | +5  |
| Ukrajina | 4 | 3 | 1 | 1 | 1 | 7  | 6  | +1  |
| Turecko  | 4 | 3 | 1 | 1 | 1 | 4  | 4  | 0   |
| Panama   | 0 | 3 | 0 | 0 | 3 | 2  | 8  | −6  |

| 11. června 2005 17:30 |          |                                  |                                                                              |
| Turecko               | 1:2      | Čína                             | Galgenwaard Stadion, Utrecht diváci: 10 000 rozhodčí: Braamhaar (Nizozemsko) |
| Gökhan 84'            | (Report) | Tan Wangsong 22' Zhao Xuri 90+5' | Galgenwaard Stadion, Utrecht diváci: 10 000 rozhodčí: Braamhaar (Nizozemsko) |

| 11. června 2005 20:30             |          |                    |                                                                                 |
| Ukrajina                          | 3:1      | Panama             | Galgenwaard Stadion, Utrecht diváci: 2 500 rozhodčí: Al Ghamdi (Saúdská Arábie) |
| Aliev 20' (pen.), 22' Feschuk 32' | (Report) | Arzhanov 26' (vl.) | Galgenwaard Stadion, Utrecht diváci: 2 500 rozhodčí: Al Ghamdi (Saúdská Arábie) |

| 14. června 2005 17:30                         |          |                              |                                                                          |
| Čína                                          | 3:2      | Ukrajina                     | Galgenwaard Stadion, Utrecht diváci: 2 300 rozhodčí: Siberian (Salvador) |
| Zhu Ting 31' Chen Tao 66' (pen.) Cui Peng 75' | (Report) | Vorobei 19' Aliev 70' (pen.) | Galgenwaard Stadion, Utrecht diváci: 2 300 rozhodčí: Siberian (Salvador) |

| 15. června 2005 20:30 |          |            |                                                                          |
| Panama                | 0:1      | Turecko    | Galgenwaard Stadion, Utrecht diváci: 6 100 rozhodčí: Larrionda (Uruguay) |
|                       | (Report) | Gökhan 24' | Galgenwaard Stadion, Utrecht diváci: 6 100 rozhodčí: Larrionda (Uruguay) |

| 17. června 2005 20:30 |          |               |                                                                      |
| Turecko               | 2:2      | Ukrajina      | De Vijverberg, Doetinchem diváci: 9 500 rozhodčí: Medina (Španělsko) |
| Sezer 8' (pen.), 53'  | (Report) | Aliev 5', 19' | De Vijverberg, Doetinchem diváci: 9 500 rozhodčí: Medina (Španělsko) |

| 17. června 2005 20:30                                |          |             |                                                                           |
| Čína                                                 | 4:1      | Panama      | Galgenwaard Stadion, Utrecht diváci: 4 000 rozhodčí: Abd El Fatah (Egypt) |
| Zhou Haibin 6' Gao Lin 40' Hao Junmin 51' Lu Lin 78' | (Report) | Venegas 37' | Galgenwaard Stadion, Utrecht diváci: 4 000 rozhodčí: Abd El Fatah (Egypt) |

### Skupina C
| Tým       | B | Z | V | R | P | VG | IG | +/- |
| --------- | - | - | - | - | - | -- | -- | --- |
| Španělsko | 9 | 3 | 3 | 0 | 0 | 13 | 1  | +12 |
| Maroko    | 6 | 3 | 2 | 0 | 1 | 7  | 3  | +4  |
| Chile     | 3 | 3 | 1 | 0 | 2 | 7  | 8  | −1  |
| Honduras  | 0 | 3 | 0 | 0 | 3 | 0  | 15 | −15 |

| 11. června 2005 17:30               |          |                      |                                                                       |
| Španělsko                           | 3:1      | Maroko               | De Vijverberg, Doetinchem diváci: 9 863 rozhodčí: Larrionda (Uruguay) |
| Llorente 28' Molinero 51' Silva 71' | (Report) | Doulyazal 84' (pen.) | De Vijverberg, Doetinchem diváci: 9 863 rozhodčí: Larrionda (Uruguay) |

| 11. června 2005 20:30 |          |                                                                        |                                                                       |
| Honduras              | 0:7      | Chile                                                                  | De Vijverberg, Doetinchem diváci: 6 800 rozhodčí: Busacca (Švýcarsko) |
|                       | (Report) | Parada 11', 71' Fuenzalida 30', 53' Fernández 67' Jara 69' Morales 77' | De Vijverberg, Doetinchem diváci: 6 800 rozhodčí: Busacca (Švýcarsko) |

| 14. června 2005 17:30                                 |          |          |                                                                              |
| Maroko                                                | 5:0      | Honduras | De Vijverberg, Doetinchem diváci: 5 985 rozhodčí: Al Ghamdi (Saúdská Arábie) |
| Iajour 31', 43' Bendamou 55' Benjelloun 81' Chihi 90' | (Report) |          | De Vijverberg, Doetinchem diváci: 5 985 rozhodčí: Al Ghamdi (Saúdská Arábie) |

| 15. června 2005 20:30 |          |                                                       |                                                                      |
| Chile                 | 0:7      | Španělsko                                             | De Vijverberg, Doetinchem diváci: 6 600 rozhodčí: Archundia (Mexiko) |
|                       | (Report) | Llorente 8', 62', 78', 81' Robusté 51' Silva 71', 85' | De Vijverberg, Doetinchem diváci: 6 600 rozhodčí: Archundia (Mexiko) |

| 17. června 2005 20:30           |          |          |                                                                  |
| Španělsko                       | 3:0      | Honduras | De Vijverberg, Doetinchem diváci: 3 000 rozhodčí: Codjia (Benin) |
| Soriano 5' Silva 38' Víctor 67' | (Report) |          | De Vijverberg, Doetinchem diváci: 3 000 rozhodčí: Codjia (Benin) |

| 17. června 2005 20:30 |          |       |                                                                          |
| Maroko                | 1:0      | Chile | Galgenwaard Stadion, Utrecht diváci: 11 000 rozhodčí: Shield (Austrálie) |
| Bendamou 47'          | (Report) |       | Galgenwaard Stadion, Utrecht diváci: 11 000 rozhodčí: Shield (Austrálie) |

### Skupina D
| Tým       | B | Z | V | R | P | VG | IG | +/- |
| --------- | - | - | - | - | - | -- | -- | --- |
| USA       | 7 | 3 | 2 | 1 | 0 | 2  | 0  | +2  |
| Argentina | 6 | 3 | 2 | 0 | 1 | 3  | 1  | +2  |
| Německo   | 4 | 3 | 1 | 1 | 1 | 2  | 1  | +1  |
| Egypt     | 0 | 3 | 0 | 0 | 3 | 0  | 5  | −5  |

| 11. června 2005 17:30 |          |             |                                                                |
| Argentina             | 0:1      | USA         | Arke Stadion, Enschede diváci: 10 500 rozhodčí: Hauge (Norsko) |
|                       | (Report) | Barrett 39' | Arke Stadion, Enschede diváci: 10 500 rozhodčí: Hauge (Norsko) |

| 11. června 2005 20:30 |          |       |                                                                     |
| Německo               | 2:0      | Egypt | Arke Stadion, Enschede diváci: 10 500 rozhodčí: Siberian (Salvador) |
| Adler 75' Matip 90+3' | (Report) |       | Arke Stadion, Enschede diváci: 10 500 rozhodčí: Siberian (Salvador) |

| 14. června 2005 17:30 |          |                          |                                                                    |
| Egypt                 | 0:2      | Argentina                | Arke Stadion, Enschede diváci: 8 500 rozhodčí: Busacca (Švýcarsko) |
|                       | (Report) | Messi 47' Zabaleta 90+1' | Arke Stadion, Enschede diváci: 8 500 rozhodčí: Busacca (Švýcarsko) |

| 15. června 2005 20:30 |          |         |                                                                 |
| USA                   | 0:0      | Německo | Arke Stadion, Enschede diváci: 10 350 rozhodčí: Ruiz (Kolumbie) |
|                       | (Report) |         | Arke Stadion, Enschede diváci: 10 350 rozhodčí: Ruiz (Kolumbie) |

| 18. června 2005 13:30 |          |         |                                                                 |
| Argentina             | 1:0      | Německo | Univé Stadion, Emmen diváci: 8 600 rozhodčí: Archundia (Mexiko) |
| Cardozo 43'           | (Report) |         | Univé Stadion, Emmen diváci: 8 600 rozhodčí: Archundia (Mexiko) |

| 18. června 2005 13:30 |          |       |                                                             |
| USA                   | 1:0      | Egypt | Arke Stadion, Enschede diváci: 7 600 rozhodčí: Kwon (Korea) |
| Peterson 56'          | (Report) |       | Arke Stadion, Enschede diváci: 7 600 rozhodčí: Kwon (Korea) |

### Skupina E
| Tým      | B | Z | V | R | P | VG | IG | +/- |
| -------- | - | - | - | - | - | -- | -- | --- |
| Kolumbie | 9 | 3 | 3 | 0 | 0 | 6  | 0  | +6  |
| Sýrie    | 4 | 3 | 1 | 1 | 1 | 3  | 4  | −1  |
| Itálie   | 3 | 3 | 1 | 0 | 2 | 5  | 5  | 0   |
| Kanada   | 1 | 3 | 0 | 1 | 2 | 2  | 7  | −5  |

| 12. června 2005 17:30   |          |        |                                                                       |
| Kolumbie                | 2:0      | Itálie | Willem II Stadion, Tilburg diváci: 7 000 rozhodčí: Shield (Austrálie) |
| Rentería 76' Guarín 93' | (Report) |        | Willem II Stadion, Tilburg diváci: 7 000 rozhodčí: Shield (Austrálie) |

| 12. června 2005 20:30 |          |            |                                                                    |
| Sýrie                 | 1:1      | Kanada     | Willem II Stadion, Tilburg diváci: 3 500 rozhodčí: Larsen (Dánsko) |
| Al Haj 2'             | (Report) | Peters 31' | Willem II Stadion, Tilburg diváci: 3 500 rozhodčí: Larsen (Dánsko) |

| 15. června 2005 17:30 |          |                       |                                                                         |
| Kanada                | :2       | Kolumbie              | Willem II Stadion, Tilburg diváci: 6 500 rozhodčí: Abd El Fatah (Egypt) |
|                       | (Report) | Falcao 81' Guarín 88' | Willem II Stadion, Tilburg diváci: 6 500 rozhodčí: Abd El Fatah (Egypt) |

| 15. června 2005 20:30 |          |                              |                                                                         |
| Itálie                | 1:2      | Sýrie                        | Willem II Stadion, Tilburg diváci: 2 500 rozhodčí: Elizondo (Argentina) |
| Coda 69'              | (Report) | Al Hussain 37' Al Hamawi 73' | Willem II Stadion, Tilburg diváci: 2 500 rozhodčí: Elizondo (Argentina) |

| 18. června 2005 13:30                      |          |             |                                                                                |
| Itálie                                     | 4:1      | Kanada      | Parkstad Limburg Stadion, Kerkrade diváci: 2 000 rozhodčí: Larrionda (Uruguay) |
| Pellè 23', 68' Galloppa 47' de Martino 90' | (Report) | de Jong 49' | Parkstad Limburg Stadion, Kerkrade diváci: 2 000 rozhodčí: Larrionda (Uruguay) |

| 18. června 2005 16:00    |          |       |                                                                         |
| Kolumbie                 | 2:0      | Sýrie | Willem II Stadion, Tilburg diváci: 11 000 rozhodčí: Busacca (Švýcarsko) |
| Rodallega 62' Falcao 90' | (Report) |       | Willem II Stadion, Tilburg diváci: 11 000 rozhodčí: Busacca (Švýcarsko) |

### Skupina F
| Tým         | B | Z | V | R | P | VG | IG | +/- |
| ----------- | - | - | - | - | - | -- | -- | --- |
| Brazílie    | 7 | 3 | 2 | 1 | 0 | 3  | 0  | +3  |
| Nigérie     | 4 | 3 | 1 | 1 | 1 | 4  | 2  | +2  |
| Jižní Korea | 3 | 3 | 1 | 0 | 2 | 3  | 5  | −2  |
| Švýcarsko   | 3 | 3 | 1 | 0 | 2 | 2  | 5  | −3  |

| 12. června 2005 17:30 |          |         |                                                                 |
| Brazílie              | 0:0      | Nigérie | Univé Stadion, Emmen diváci: 8 500 rozhodčí: Medina (Španělsko) |
|                       | (Report) |         | Univé Stadion, Emmen diváci: 8 500 rozhodčí: Medina (Španělsko) |

| 12. června 2005 20:30 |          |                          |                                                             |
| Jižní Korea           | 1:2      | Švýcarsko                | Univé Stadion, Emmen diváci: 8 000 rozhodčí: Codjia (Benin) |
| Shin Young-Rok 25'    | (Report) | Antić 28' Vonlanthen 33' | Univé Stadion, Emmen diváci: 8 000 rozhodčí: Codjia (Benin) |

| 15. června 2005 17:30 |          |               |                                                                 |
| Švýcarsko             | 0:1      | Brazílie      | Univé Stadion, Emmen diváci: 8 200 rozhodčí: Shield (Austrálie) |
|                       | (Report) | Gladstone 14' | Univé Stadion, Emmen diváci: 8 200 rozhodčí: Shield (Austrálie) |

| 15. června 2005 20:30 |          |                                    |                                                             |
| Nigérie               | 1:2      | Jižní Korea                        | Univé Stadion, Emmen diváci: 8 500 rozhodčí: Hauge (Norsko) |
| Abwo 18'              | (Report) | Pak Ču-jong 89' Baek Ji-Hoon 90+2' | Univé Stadion, Emmen diváci: 8 500 rozhodčí: Hauge (Norsko) |

| 18. června 2005 16:00      |          |             |                                                                            |
| Brazílie                   | 2:0      | Jižní Korea | Parkstad Limburg Stadion, Kerkrade diváci: 8 600 rozhodčí: Larsen (Dánsko) |
| Renato 9' Rafael Sóbis 57' | (Report) |             | Parkstad Limburg Stadion, Kerkrade diváci: 8 600 rozhodčí: Larsen (Dánsko) |

| 18. června 2005 16:00                   |          |           |                                                                |
| Nigérie                                 | 3:0      | Švýcarsko | Arke Stadion, Enschede diváci: 8 000 rozhodčí: Ruiz (Kolumbie) |
| Ogbuke 49' Mikel 59' (pen.) Promise 85' | (Report) |           | Arke Stadion, Enschede diváci: 8 000 rozhodčí: Ruiz (Kolumbie) |

### Žebříček týmů na třetích místech
| Tým         | B | Z | V | R | P | VG | IG | +/- |
| ----------- | - | - | - | - | - | -- | -- | --- |
| Německo     | 4 | 3 | 1 | 1 | 1 | 2  | 1  | +1  |
| Turecko     | 4 | 3 | 1 | 1 | 1 | 4  | 4  | 0   |
| Itálie      | 3 | 3 | 1 | 0 | 2 | 5  | 5  | 0   |
| Chile       | 3 | 3 | 1 | 0 | 2 | 7  | 8  | −1  |
| Jižní Korea | 3 | 3 | 1 | 0 | 2 | 3  | 5  | −2  |
| Benin       | 2 | 3 | 0 | 2 | 1 | 2  | 3  | −1  |

## Play off

### Osmifinále
| 21. června 2005 17:30 |          |                                           |                                                               |
| USA                   | 1:3      | Itálie                                    | Arke Stadion, Enschede diváci: 7 000 rozhodčí: Hauge (Norsko) |
| Freeman 44' (pen.)    | (Report) | Galloppa 54' Pellè 62' Kljestan 75' (vl.) | Arke Stadion, Enschede diváci: 7 000 rozhodčí: Hauge (Norsko) |

| 21. června 2005 20:30 |          |          |                                                                     |
| Maroko                | 1:0      | Japonsko | Arke Stadion, Enschede diváci: 11 800 rozhodčí: Busacca (Švýcarsko) |
| Iajour 90+2'          | (Report) |          | Arke Stadion, Enschede diváci: 11 800 rozhodčí: Busacca (Švýcarsko) |

| 21. června 2005 17:30   |          |                                |                                                                         |
| Čína                    | 2:3      | Německo                        | Willem II Stadion, Tilburg diváci: 9 000 rozhodčí: Elizondo (Argentina) |
| Chen Tao 4', 20' (pen.) | (Report) | Gentner 5' Adler 30' Matip 89' | Willem II Stadion, Tilburg diváci: 9 000 rozhodčí: Elizondo (Argentina) |

| 21. června 2005 20:30 |          |       |                                                                        |
| Brazílie              | 1:0      | Sýrie | Willem II Stadion, Tilburg diváci: 11 000 rozhodčí: Archundia (Mexiko) |
| Rafinha 43' (pen.)    | (Report) |       | Willem II Stadion, Tilburg diváci: 11 000 rozhodčí: Archundia (Mexiko) |

| 22. června 2005 17:30 |          |          |                                                                |
| Nigérie               | 1:0      | Ukrajina | De Vijverberg, Doetinchem diváci: 9 600 rozhodčí: Kwon (Korea) |
| Taiwo 80'             | (Report) |          | De Vijverberg, Doetinchem diváci: 9 600 rozhodčí: Kwon (Korea) |

| 22. června 2005 20:30              |          |       |                                                                       |
| Nizozemsko                         | 3:0      | Chile | De Vijverberg, Doetinchem diváci: 9 600 rozhodčí: Siberian (Salvador) |
| Babel 3' Owusu-Abeyie 73' John 80' | (Report) |       | De Vijverberg, Doetinchem diváci: 9 600 rozhodčí: Siberian (Salvador) |

| 22. června 2005 17:30 |          |                         |                                                              |
| Kolumbie              | 1:2      | Argentina               | Univé Stadion, Emmen diváci: 8 400 rozhodčí: Larsen (Dánsko) |
| Otálvaro 52'          | (Report) | Messi 58' Barroso 90+3' | Univé Stadion, Emmen diváci: 8 400 rozhodčí: Larsen (Dánsko) |

| 22. června 2005 20:30         |          |         |                                                             |
| Španělsko                     | 3:0      | Turecko | Univé Stadion, Emmen diváci: 8 400 rozhodčí: Hauge (Norsko) |
| Juanfran 28', 36' Robusté 69' | (Report) |         | Univé Stadion, Emmen diváci: 8 400 rozhodčí: Hauge (Norsko) |

### Čtvrtfinále
| 24. června 2005 17:30           |              |                       |                                                                    |
| Maroko                          | 2:2 (prodl.) | Itálie                | Galgenwaard Stadion, Utrecht diváci: 20 000 rozhodčí: Kwon (Korea) |
| El-Zhar 26' Battaglia 93' (vl.) | (Report)     | Canini 74' Pellè 112' | Galgenwaard Stadion, Utrecht diváci: 20 000 rozhodčí: Kwon (Korea) |

|                                          |     | Penaltový rozstřel             |  |
| Rabeh Doulyazal Iajour El-Amrani El-Zhar | 4:2 | Galloppa Agnelli Pellè Carotti |  |

| 24. června 2005 20:30 |              |                          |                                                                        |
| Německo               | 1:2 (prodl.) | Brazílie                 | Willem II Stadion, Tilburg diváci: 10 000 rozhodčí: Shield (Austrálie) |
| Huber 68'             | (Report)     | Tardelli 82' Rafinha 99' | Willem II Stadion, Tilburg diváci: 10 000 rozhodčí: Shield (Austrálie) |

| 25. června 2005 15:30 |              |            |                                                                                  |
| Nigérie               | 1:1 (prodl.) | Nizozemsko | Parkstad Limburg Stadion, Kerkrade diváci: 19 500 rozhodčí: Elizondo (Argentina) |
| Owoeri 1'             | (Report)     | Vlaar 46'  | Parkstad Limburg Stadion, Kerkrade diváci: 19 500 rozhodčí: Elizondo (Argentina) |

|                                                                                     |      | Penaltový rozstřel                                                                  |  |
| Taiwo Sambo Adefemi Atulewa Promise Adedeji Mikel Apam Kaita Adeleye Vanzekin Taiwo | 10:9 | John Babel Vlaar Kruys Maduro Zuiverloon Drost Vincken Otten Tiendalli Vermeer John |  |

| 25. června 2005 20:30              |          |             |                                                                    |
| Argentina                          | 3:1      | Španělsko   | Arke Stadion, Enschede diváci: 11 200 rozhodčí: Archundia (Mexiko) |
| Zabaleta 19' Oberman 71' Messi 73' | (Report) | Zapater 32' | Arke Stadion, Enschede diváci: 11 200 rozhodčí: Archundia (Mexiko) |

### Semifinále
| 28. června 2005 17:30 |          |                         |                                                                           |
| Brazílie              | 1:2      | Argentina               | Galgenwaard Stadion, Utrecht diváci: 16 500 rozhodčí: Busacca (Švýcarsko) |
| Renato 75'            | (Report) | Messi 7' Zabaleta 90+3' | Galgenwaard Stadion, Utrecht diváci: 16 500 rozhodčí: Busacca (Švýcarsko) |

| 28. června 2005 20:30 |          |                                  |                                                                                 |
| Maroko                | 0:3      | Nigérie                          | Parkstad Limburg Stadion, Kerkrade diváci: 17 000 rozhodčí: Larrionda (Uruguay) |
|                       | (Report) | Taiwo 34' Adefemi 70' Ogbuke 75' | Parkstad Limburg Stadion, Kerkrade diváci: 17 000 rozhodčí: Larrionda (Uruguay) |

### O 3. místo
| 2 July 2005 17:00               |          |                    |                                                                          |
| Brazílie                        | 2:1      | Maroko             | Galgenwaard Stadion, Utrecht diváci: 20 000 rozhodčí: Medina (Španělsko) |
| Fábio Santos 88' Edcarlos 90+1' | (Report) | Edcarlos 47' (vl.) | Galgenwaard Stadion, Utrecht diváci: 20 000 rozhodčí: Medina (Španělsko) |

### Finále
| 2 July 2005 20:00            |          |            |                                                                      |
| Argentina                    | 2:1      | Nigérie    | Galgenwaard Stadion, Utrecht diváci: 24 500 rozhodčí: Hauge (Norsko) |
| Messi 40' (pen.), 75' (pen.) | (Report) | Ogbuke 53' | Galgenwaard Stadion, Utrecht diváci: 24 500 rozhodčí: Hauge (Norsko) |

## Vítěz
| Mistrovství světa ve fotbale hráčů do 20 let 2005 Argentina (5. titul) Oscar Ustari • Gustavo Cabral • Lautaro Formica • Julio Barroso • Juan Manuel Torres • Gabriel Paletta • Lucas Biglia • Pablo Zabaleta • Pablo Vitti • Patricio Pérez • Emiliano Armenteros • Nereo Champagne • Ezequiel Garay • David Abraham • Rodrigo Archubi • Neri Cardozo • Fernando Gago • Lionel Messi • Sergio Agüero • Gustavo Oberman • Nicolás Navarro |